# Brotar Thorgillsson
Brotar Thorgillsson (mort el 1160), (irlandès:Brótar mac Torcaills) va ser un cabdill viking i monarca del regne de Dublín. Fill del rei Thorkell, segons diferents fonts dels Annals irlandesos va morir en batalla contra Maelcron mac Gilla Sechnaill, rei de Brega. Segons els annals, presumptivament va estar implicat amb els seus germans en la mort del cabdill de les Hèbrides,  Óttar, el llinatge del qual governava el regne de Dublín i competia pel control del regne amb els hereus de Thorkell.